# Angels Fall First
Angels Fall First es el primer álbum de la banda finesa de power metal Nightwish, lanzado en 1997 por Spinefarm Records. Existe una edición limitada (500 copias) que incluye solo siete canciones, dos de las cuales no están en la edición normal. Aunque el único single, «The Carpenter» (single conjunto con Children of Bodom y Thy Serpent), alcanzó el número tres en las listas finesas, la banda no llegó a tener fama nacional hasta su segundo álbum, Oceanborn.
Las voces masculinas en «Beauty and the Beast», «The Carpenter»,«Astral Romance» y «Once Upon a Troubadour» son interpretadas por Tuomas Holopainen. «Elvenpath» usa partes del prólogo de la película de 1978 El Señor de los Anillos, dirigida por Ralph Bakshi. Las canciones en la edición limitada son las mismas que en su segunda demo, llamada también Angels Fall First.

## Lista de canciones

### Edición Estados Unidos
|     | Título                                          | Escrito    | Duración |
| --- | ----------------------------------------------- | ---------- | -------- |
| 1.  | «Elvenpath»                                     | Holopainen | 4:40     |
| 2.  | «Beauty and the Beast»                          | Holopainen | 6:24     |
| 3.  | «The Carpenter»                                 | Holopainen | 5:57     |
| 4.  | «Astral Romance»                                | Holopainen | 5:12     |
| 5.  | «Angels Fall First»                             | Holopainen | 5:34     |
| 6.  | «Tutankhamen»                                   | Holopainen | 5:31     |
| 7.  | «Nymphomaniac Fantasia»                         | Holopainen | 4:47     |
| 8.  | «Know Why the Nightingale Sings»                | Holopainen | 4:14     |
| 9.  | «Lappi (Lapland): I. Erämaajärvi»               | Holopainen | 2:15     |
| 10. | «Lappi (Lapland): II. Witchdrums»               | Holopainen | 1:18     |
| 11. | «Lappi (Lapland): III. This Moment is Eternity» | Holopainen | 3:12     |
| 12. | «Lappi (Lapland): IV. Etiäinen»                 | Holopainen | 2:32     |

### Edición limitada -Vinyl Picture Disc-
|    | Título                                    | Escrito    |
| -- | ----------------------------------------- | ---------- |
| 1. | «Elven Path (Side A)»                     | Holopainen |
| 2. | «Beauty and the Beast (Side A)»           | Holopainen |
| 3. | «The Carpenter (Side A)»                  | Holopainen |
| 4. | «Astral Romance (Side B)»                 | Holopainen |
| 5. | «Angels Fall First (side B)»              | Holopainen |
| 6. | «Tutankhamen (Side B)»                    | Holopainen |
| 7. | «Nymphomaniac Fantasia (Side C)»          | Holopainen |
| 8. | «Know Why the Nightingale Sings (Side C)» | Holopainen |
| 9. | «Lappi (Lapland) (Side D)»                | Holopainen |

### Edición japonesa
|     | Título                                             | Escrito    | Duración |
| --- | -------------------------------------------------- | ---------- | -------- |
| 1.  | «Elvenpath»                                        | Holopainen | 4:40     |
| 2.  | «Beauty and the Beast»                             | Holopainen | 6:24     |
| 3.  | «The Carpenter»                                    | Holopainen | 5:57     |
| 4.  | «Astral Romance»                                   | Holopainen | 5:12     |
| 5.  | «Angels Fall First»                                | Holopainen | 5:34     |
| 6.  | «Tutankhamen»                                      | Holopainen | 5:31     |
| 7.  | «Nymphomaniac Fantasia»                            | Holopainen | 4:47     |
| 8.  | «Know Why the Nightingale Sings»                   | Holopainen | 4:14     |
| 9.  | «Lappi (Lapland)»                                  | Holopainen | 9:20     |
| 10. | «A Return to the Sea»                              | Holopainen | 5:48     |
| 11. | «Swanheart-Live» (Japanese bonus track)            | Holopainen | ?:??     |
| 12. | «Deep Silent Complete-Live» (Japanese bonus track) | Holopainen | ?:??     |
| 13. | «Dead Boy's Poem-Live (Japanese bonus track)»      | Holopainen | ?:??     |

### 2008 Spinefarm Edición UK/US
|     | Título                                          | Escrito    | Duración |
| --- | ----------------------------------------------- | ---------- | -------- |
| 1.  | «Elvenpath»                                     | Holopainen | 4:40     |
| 2.  | «Beauty and the Beast»                          | Holopainen | 6:24     |
| 3.  | «The Carpenter»                                 | Holopainen | 5:57     |
| 4.  | «Astral Romance»                                | Holopainen | 5:12     |
| 5.  | «Angels Fall First»                             | Holopainen | 5:34     |
| 6.  | «Tutankhamen»                                   | Holopainen | 5:31     |
| 7.  | «Nymphomaniac Fantasia»                         | Holopainen | 4:47     |
| 8.  | «Know Why the Nightingale Sings»                | Holopainen | 4:14     |
| 9.  | «Lappi (Lapland): I. Erämaajärvi»               | Holopainen | 2:15     |
| 10. | «Lappi (Lapland): II. Witchdrums»               | Holopainen | 1:18     |
| 11. | «Lappi (Lapland): III. This Moment is Eternity» | Holopainen | 3:12     |
| 12. | «Lappi (Lapland): IV. Etiäinen»                 | Holopainen | 2:32     |
| 13. | «Return to the Sea» (Bonus Track)               | Holopainen | 5:48     |
| 14. | «Nightwish» (Demo/Bonus Track)                  | Holopainen | 5:52     |
| 15. | «Forever Moments» (Demo/Bonus Track)            | Holopainen | 5:38     |
| 16. | «Etiäinen» (Demo/Bonus Track)                   | Holopainen | 3:00     |

### Edición limitada original
|     | Título                                          | Escrito    | Duración |
| --- | ----------------------------------------------- | ---------- | -------- |
| 1.  | «Astral Romance»                                | Holopainen | 5:12     |
| 2.  | «Angels Fall First»                             | Holopainen | 4:34     |
| 3.  | «The Carpenter»                                 | Holopainen | 5:57     |
| 4.  | «Nymphomaniac Fantasia»                         | Holopainen | 4:47     |
| 5.  | «A Return to the Sea»                           | Holopainen | 5:48     |
| 6.  | «Once Upon a Troubadour»                        | Holopainen | 5:21     |
| 7.  | «Lappi (Lapland): I. Erämaajärvi»               | Holopainen | 2:15     |
| 8.  | «Lappi (Lapland): II. Witchdrums»               | Holopainen | 1:18     |
| 9.  | «Lappi (Lapland): III. This Moment is Eternity» | Holopainen | 3:12     |
| 10. | «Lappi (Lapland): IV. Etiäinen»                 | Holopainen | 2:32     |

### Edición limitada
|     | Título                                    | Duración |
| --- | ----------------------------------------- | -------- |
| 1.  | «Astral Romance»                          | 5:12     |
| 2.  | «Angels Fall First»                       | 4:34     |
| 3.  | «The Carpenter»                           | 5:57     |
| 4.  | «Nymphomaniac Fantasia»                   | 4:47     |
| 5.  | «A Return to the Sea»                     | 5:48     |
| 6.  | «Once Upon a Troubadour»                  | 5:21     |
| 7.  | «Lappi (Lapland)»                         | 9:17     |
| 7.1 | «Lappi (Lapland): Erämaajärvi»            | 2:15     |
| 7.2 | «Lappi (Lapland): Witchdrums»             | 1:18     |
| 7.3 | «Lappi (Lapland):This Moment Is Eternity» | 3:12     |
| 7.4 | «Lappi (Lapland):Etiäinen»                | 2:32     |

### Edición remasterizada bajo el sello de Spinefarm y Universal para México
|     | Título                                          | Duración    |
| --- | ----------------------------------------------- | ----------- |
| 1.  | «Elvenpath»                                     | 4:40        |
| 2.  | «Beauty and the Beast»                          | 6:24        |
| 3.  | «The Carpenter»                                 | 5:57        |
| 4.  | «Astral Romance»                                | 5:12        |
| 5.  | «Angels Fall First»                             | 5:34        |
| 6.  | «Tutankhamen»                                   | 5:31        |
| 7.  | «Nymphomaniac Fantasia»                         | 4:47        |
| 8.  | «Know Why the Nightingale Sings»                | 4:14        |
| 9.  | «Lappi (Lapland): I. Erämaajärvi»               | 2:15        |
| 10. | «Lappi (Lapland): II. Witchdrums»               | 1:18        |
| 11. | «Lappi (Lapland): III. This Moment is Eternity» | 3:12        |
| 12. | «Lappi (Lapland): IV. Etiäinen»                 | 2:32        |
| 13. | «A Return To The Sea»                           | Bonus Track |
| 14. | «Nightwish (Demo)»                              | Bonus Track |
| 15. | «The forever Moments (Demo)»                    | Bonus Track |
| 16. | «Etiäinen (Demo)»                               | Bonus Track |

## Créditos
- Tarja Turunen – Voz
- Emppu Vuorinen – Guitarra, bajo
- Tuomas Holopainen – Voz, piano
- Jukka Nevalainen – Batería

Invitados:
- Esa Lehtinen - Flauta
- Marjaana Pellinen - Teclados
- Samppa Hirvonen - Bajo, guitarra

## Sencillo

### The Carpenter
- Reparto: Nightwish / Children of Bodom / Thy Serpent
- Lista de canciones:

1. "The Carpenter"
2. "Red Light In My Eyes, pt. 2"[1]
3. "Only Dust Moves"[2]